# 佐野慈紀
佐野 慈紀（さの しげき、本名及びかつての登録名：佐野 重樹（読み同じ）。1968年4月30日 - ）は、愛媛県松山市出身の元プロ野球選手（投手）。野球解説者。野球評論家。サン・オフィス所属。愛称は「ハゲ魔神」。
中継ぎ投手としては、日本プロ野球（NPB）史上初の年俸1億円プレイヤーだった。

## 経歴

### 選手時代
愛媛県立松山商業高等学校時代の1986年夏に水口栄二らと第68回全国高等学校野球選手権大会に出場して準優勝に貢献した（当時は右翼手兼控え投手）。近畿大学工学部（呉キャンパス）進学後、同学部内硬式野球部（広島六大学野球連盟加盟チーム）でエースとなり、リーグ10連覇に貢献、最優秀投手賞を4回受賞する。
1990年度ドラフト会議にて野村貴仁のクジを外した近鉄バファローズから3位指名を受けて入団。
1991年では中継ぎ中心に登板して6勝を挙げた。
1993年シーズンには、防御率2.00（厳密には1.995）を挙げ、近鉄では主に中継ぎ投手として活躍。
1995年シーズンには自身初の二桁10勝を挙げる。
1996年シーズンオフには中継ぎ投手として日本プロ野球史上初の1億円プレーヤーとなる。
1997年シーズンオフに渡米してフランク・ジョーブ博士によるトミー・ジョン手術を受けた。
1998年は一軍登板はなかった（近鉄球団はリリーフ投手の穴埋めとして中根仁とのトレードで盛田幸妃投手を獲得した）。
1999年は4月4日開幕二戦目となる日本ハムファイターズ二回戦にて先発ロブ・マットソンから代わり二番手として一軍復帰登板を果たし、7月7日の福岡ダイエーホークス戦でプロ初完封勝利を無四球で挙げるも、年間ではリリーフでも先発としても不本意な成績に終わり、同年のシーズンオフに梨田昌孝監督が就任して小池秀郎・善村一仁とともに門倉健・東瀬耕太郎・古池拓一との3対3の交換トレードで中日ドラゴンズへ移籍。
2000年5月に一軍登録されたものの、6月21日の対巨人戦（ナゴヤドーム）で1イニング4被本塁打の日本プロ野球タイ記録を作り、翌日登録抹消。以降、一軍への出場機会がないまま、同年のシーズンオフに戦力外通告を受け、アメリカ合衆国へ渡る。
2001年は独立リーグのエルマイラ・パイオニアーズでプレー。
2002年はMLBのロサンゼルス・ドジャースとマイナー契約するも、リーガ・メヒカーナ・デ・ベイスボルのメキシコシティ・タイガースへ移籍した後、エルマイラ・パイオニアーズに復帰する。
2003年にオリックス・ブルーウェーブへテスト入団し、日本球界へ復帰。また、入団テストの頃より活動名義を「佐野 慈紀」へ変更。しかし、一軍登板は2試合にとどまり、現役を引退。

### 引退後
2004年より、野球評論家・解説者に転身。各テレビ・ラジオ局の番組に出演。2006年より、サンケイスポーツ（大阪）評論家。
また、2003年に近鉄時代の同僚・野茂英雄らが設立した社会人野球チームNOMO Baseball Clubの理事を2005年頃まで務めた。
2011年は独立リーグ・BCリーグ（BCL）の石川ミリオンスターズで応援広報大使を務め、翌2012年より取締役に就任した。
2015年より、「プロ野球の有名OB（解説者）が野球について語り尽くす動画サイト」として開設された「OBTV」に出演。
2018年よりジーニー堤が経営する芸能事務所がマネージメントを請け負うと発表された。
2018年12月より、知人に紹介された飲食店のコンサルタント会社の社長の運転手をしていた。
2019年より、野球少年たちを相手にしたピッカリ対決をYouTubeにおいて披露している。
かねてから糖尿病の治療を行っており、インスリン療法や人工透析を行っていた。
2023年4月中旬、足底の激痛を訴え、主治医の診察を受けたところ重症下肢虚血であることが判明し入院。同年5月末に骨髄炎状態となっていた足裏の骨（中指）を一部切断する手術を受け無事に終了し、療養中であることを自身のブログで公表している。さらに動脈硬化が進行し、血流を改善するカテーテル治療も受けていたという。
2024年4月30日、自身のブログにおいて、前年12月に糖尿病の影響により感染が悪化したため、指先（右手人差し指と中指）を切断した事や同年1月に心臓弁膜症を発症した事など、入院中の経緯を説明したうえで、翌5月1日に感染の悪化から右腕を切断する手術を受ける事を公表した。同日の手術は無事に終了し、今後はリハビリ生活に入る。

## 人物
球界きっての明るい性格・芸達者で知られ、若手時代から髪が薄いことを自虐ネタとして大いに披露していた。島田紳助からは「今すぐ引退してお笑い芸人になっても十分生活できる」と絶賛されるほどであった。このほか、以下のような、ハゲ頭関連のエピソードが見られる（箇条書き部分を参照）。
- 自らを『チビで、デブで、ハゲ』と三拍子揃っていると自慢していた[注 12]。もっとも、身長はプロ野球選手平均よりはやや低めという程度で、一般人に比べれば高い。
- 対オリックス戦でワインドアップの際、高々と上げた両腕が帽子に当たり、偶然、前頭部があらわになった。このまま投げていいものか迷っていたら、打者の中嶋聡が笑いながらタイムをコールしたため、投げずに終わった。その年のオフの『プロ野球珍プレー・好プレー大賞』にゲスト出演した際に「これは何投法と言うのですか?」と聞かれ、自ら「必殺!テカテカ投法」と命名。リクエストに応え、番組放送直前に行われた東西対抗野球で披露し、番組内でVTRが流された。
- オリックス在籍時は、その頃から自分と同じく頭が薄い和田一浩（西武に在籍）をライバル視していた[41]。
- 『ゲゲゲの鬼太郎』の歌を「♪ハゲ、ハゲ、ハゲ・ハゲ・シゲ～ みんなで歌おう ハゲ・ハゲ・シゲ」という替え歌にし、同僚の池上誠一と歌っていた。
- 「カツラ業界の皆さん、ドラフト1位でどうですか?」、「アルシンドになってるよー!」などのネタがあり、アートネイチャーのCM曲の替え歌「男はオオカミ 俺は少髪（しょうかみ）」なども歌っていた。
- 『プロ野球オールスタースポーツフェスティバル』でバスケットボール競技にハゲのカツラをつけて登場。シュートをする際にドリブルしていたボールを捨ててカツラを取り、ボール代わりにシュートした。
- 野茂主催のチャリティー野球教室で、捕球の際に勢い余ってフェンスに激突し、司会からの「佐野さん、怪我ないですかー?」と心配する声に「はーい、毛がないでーす」と返答した。
- 「テカテカ投法」は最終的に「ピッカリ投法」と言う名前に落ち着き、プロ野球マスターズリーグやモルツドリームマッチなどのOB戦では牽制球の際にも帽子を落とす「ピッカリ牽制」も見せている。また、ドリームマッチでは同じくハゲ仲間の小田幸平とバッテリーを組み和田と対戦し、何らかの切っ掛けで帽子、ヘルメットを飛ばして乱闘する「ピッカリ劇場」が恒例行事となっている。
  - 2017年には佐野、小田共に金色に輝くグラブとミットでバッテリーを組んだほか、同じく頭が薄い鈴木球審、大和塁審も巻き込んでネタを披露した。
  - 2018年には横の髪を1年間延ばし続け、挙げ句当日朝にパーマをかけるという仕込みで脱ハゲ疑惑を演出、前年に巻き込んだ2人の審判も含めた4人の抗議を受けるも最終的にピッカリ投法で光り輝く頭頂部を見せて4人と和解するというネタを披露した。この年は和田にヒットを打たれるも、ピッカリ牽制で見事刺している。
- 1998年にセガサターン用ソフトとして発売された、プロ野球球団経営シミュレーションゲーム『プロ野球チームもつくろう!』では、選手のデフォルメキャラクターは通常所属チームの帽子をかぶっているが、佐野は帽子をかぶっておらずハゲ頭で、おでこの部分に近鉄の猛牛マークの刺青が入った設定となっている[注 13]。これは、監修者・野茂の強い要望で実現したものである[42]。なお、プレイヤーが近鉄以外の球団を経営し、トレードなどで近鉄から佐野を獲得した場合、前述の刺青は反映されず、ハゲ頭のままになる。

1997年8月31日の対ダイエー戦（大阪ドーム）では、延長最終回となる12回裏にフィル・クラークの代走として出場した。しかし次打者の山本和範が凡退したため、本塁生還はならなかった。
現役時代は個人ホームページが存在し、ファンからの質問にも答えていた。また、2000年にはホームページ上を通じ、着信時に頭の部分が光る「サノピーストラップ」というキャラクターグッズを販売していた。
近鉄時代の同僚・中根仁が立ち上げた元アスリートのセカンドキャリア情報配信などを行うポータルサイト「アスリート街.com」の協力スタッフとして活動している。
野球用電子スコアブックシステム「Touch Score」の監修者。

## 詳細情報

### 年度別投手成績
| 年 度      | 球 団      | 登 板 | 先 発 | 完 投 | 完 封 | 無 四 球 | 勝 利 | 敗 戦 | セ 丨 ブ | ホ 丨 ル ド | 勝 率 | 打 者 | 投 球 回 | 被 安 打 | 被 本 塁 打 | 与 四 球 | 敬 遠 | 与 死 球 | 奪 三 振 | 暴 投 | ボ 丨 ク | 失 点 | 自 責 点 | 防 御 率 | W H I P |
| ---------- | ---------- | ----- | ----- | ----- | ----- | -------- | ----- | ----- | -------- | ----------- | ----- | ----- | -------- | -------- | ----------- | -------- | ----- | -------- | -------- | ----- | -------- | ----- | -------- | -------- | ------- |
| 1991       | 近鉄       | 38    | 0     | 0     | 0     | 0        | 6     | 2     | 2        | --          | .750  | 319   | 73.0     | 82       | 7           | 30       | 1     | 1        | 57       | 2     | 0        | 33    | 31       | 3.82     | 1.53    |
| 1992       | 近鉄       | 31    | 1     | 0     | 0     | 0        | 4     | 2     | 1        | --          | .667  | 273   | 62.1     | 67       | 6           | 24       | 2     | 4        | 44       | 2     | 0        | 30    | 29       | 4.12     | 1.46    |
| 1993       | 近鉄       | 43    | 0     | 0     | 0     | 0        | 2     | 3     | 3        | --          | .400  | 305   | 76.2     | 67       | 8           | 27       | 4     | 2        | 44       | 1     | 0        | 17    | 17       | 2.00     | 1.23    |
| 1994       | 近鉄       | 47    | 0     | 0     | 0     | 0        | 8     | 4     | 2        | --          | .667  | 384   | 93.1     | 95       | 6           | 22       | 2     | 1        | 51       | 1     | 0        | 39    | 36       | 3.47     | 1.25    |
| 1995       | 近鉄       | 44    | 0     | 0     | 0     | 0        | 10    | 4     | 6        | --          | .714  | 336   | 79.2     | 77       | 12          | 27       | 6     | 1        | 55       | 0     | 0        | 36    | 31       | 3.50     | 1.31    |
| 1996       | 近鉄       | 57    | 0     | 0     | 0     | 0        | 5     | 3     | 7        | --          | .625  | 407   | 97.2     | 96       | 12          | 22       | 2     | 4        | 75       | 0     | 0        | 38    | 32       | 2.95     | 1.21    |
| 1997       | 近鉄       | 52    | 2     | 0     | 0     | 0        | 2     | 5     | 5        | --          | .286  | 326   | 73.2     | 96       | 6           | 24       | 5     | 1        | 47       | 2     | 0        | 38    | 32       | 3.91     | 1.63    |
| 1999       | 近鉄       | 28    | 8     | 1     | 1     | 1        | 3     | 8     | 1        | --          | .273  | 325   | 72.1     | 85       | 13          | 27       | 1     | 5        | 26       | 1     | 1        | 46    | 44       | 5.47     | 1.55    |
| 2000       | 中日       | 11    | 0     | 0     | 0     | 0        | 1     | 0     | 0        | --          | 1.000 | 77    | 16.2     | 22       | 7           | 7        | 1     | 0        | 15       | 1     | 0        | 17    | 15       | 8.10     | 1.74    |
| 2003       | オリックス | 2     | 0     | 0     | 0     | 0        | 0     | 0     | 0        | --          | ----  | 20    | 3.0      | 12       | 1           | 0        | 0     | 0        | 0        | 0     | 0        | 7     | 7        | 21.00    | 4.00    |
| 通算：10年 | 通算：10年 | 353   | 11    | 1     | 1     | 1        | 41    | 31    | 27       | --          | .569  | 2772  | 648.1    | 699      | 78          | 210      | 24    | 19       | 414      | 10    | 1        | 301   | 274      | 3.80     | 1.40    |

- 各年度の太字はリーグ最高

### 表彰
- 月間MVP：1回 （1994年7月）

### 記録
- 初登板：1991年4月9日、対福岡ダイエーホークス1回戦（藤井寺球場）、8回表に4番手で救援登板・完了、2回2失点
- 初奪三振：同上、8回表に岸川勝也から
- 初勝利：1991年5月25日、対福岡ダイエーホークス8回戦（鹿児島県立鴨池野球場）、7回裏2死に3番手で救援登板・完了、2回1/3を無失点
- 初セーブ：1991年7月6日、対オリックス・ブルーウェーブ16回戦（グリーンスタジアム神戸）、8回裏2死に3番手で救援登板・完了、1回1/3を無失点
- 初先発：1992年9月24日、対オリックス・ブルーウェーブ26回戦（グリーンスタジアム神戸）、6回2/3を2失点（自責点1）
- 初先発勝利：1997年8月14日、対オリックス・ブルーウェーブ19回戦（大阪ドーム）、7回1失点
- 初完投勝利・初完封勝利：1999年7月7日、対福岡ダイエーホークス17回戦（大阪ドーム）

### 背番号
- 37 （1991年 - 1994年）[注 16]
- 14 （1995年 - 1999年）[注 17]
- 31 （2000年）[注 18]
- 11 （2001年）[51]
- 41 （2002年） ※エルマイラ在籍時[4]
- 68 （2003年）[注 19]

### 登録名
- 佐野 重樹 （さの しげき、1991年 - 2000年）[注 20]
- Shigeki Sano （2001年・2002年）[注 21]
- 佐野 慈紀 （さの しげき、2003年）[注 22]

## 関連情報

### 出演番組
参考
- プロ野球中継（MLB）
  - NHK制作分（NHK BS1） - 解説[注 24][注 23]
  - 『メジャーリーグ中継』（テレビ東京） - 2013年頃より、直前にセットで放送される情報番組『MLB宣言』とともに解説を担当[注 25]
- プロ野球中継（NPB） - 解説
  - 読売テレビローカル向け中継[注 23]
  - Tigers-ai制作阪神タイガース主催試合中継[注 23]
    - スカイ・Aスタジアム（スカイ・A配信分）
    - GAORAプロ野球中継（GAORA配信分）

  - 『J SPORTS STADIUM』[注 26]
  - 『文化放送ライオンズナイター』[注 27]
  - 『MBSタイガースライブ』（MBSラジオ。2013年4月20日のオリックス対ソフトバンク戦中継で、山内和宏とともにゲスト解説として出演）[注 28]
  - 『侍プロ野球』（BS-TBS。2014年に担当[注 29]）
  - BSジャパン向け中継（2015年6月21日に京セラドーム大阪で開催されたオリックス対西武戦を担当[注 30]）
- ズームイン!!SUPER（日本テレビ系列。読売テレビのローカルパートのみ）
- サタデースポーツ、サンデースポーツ（以上、NHK総合テレビ）

### 出演映画
- 恋と花火と観覧車（1997年） - 41歳独身で糖尿病もちの電気屋のおっさん「海老原義和」役で出演（佐野は当時28歳）[注 31]

### 出演CM
- 住友生命 ※松嶋菜々子との共演